# Denali (motorfiets)
Denali is een merk van elektrische motorfietsen. Het bijzondere is dat het allemaal terreinmotoren zijn.
De fabrikant is de Amerikaanse Electric Moto Corp. uit Ashland. Van de oprichting in 1995 tot januari 2003 heette dit bedrijf Denali Cycles Inc.